# 初元
初元（前48年—前44年）是西汉时期汉元帝刘奭（“奭”音同“释”，拼音“shì”）的第一个年号，共计5年。

## 纪年表
| 初元 | 元年   | 二年   | 三年   | 四年   | 五年   |
| ---- | ------ | ------ | ------ | ------ | ------ |
| 公元 | 前48年 | 前47年 | 前46年 | 前45年 | 前44年 |
| 干支 | 癸酉   | 甲戌   | 乙亥   | 丙子   | 丁丑   |

## 参看
- 中國年號索引

| 前一年號： 黄龙 | 西漢年號 初元 | 下一年號： 永光 |